# Fontaine du Pont-de-Cité
Pour les articles homonymes, voir Fontaine de Neptune.
La fontaine du Pont-de-Cité ou fontaine de Neptune est une fontaine sise à Arras place Pont-de-Cité, à l'angle des rues du 29-juillet et Saint-Aubert. Elle est inscrite monument historique depuis 1988.

## Histoire

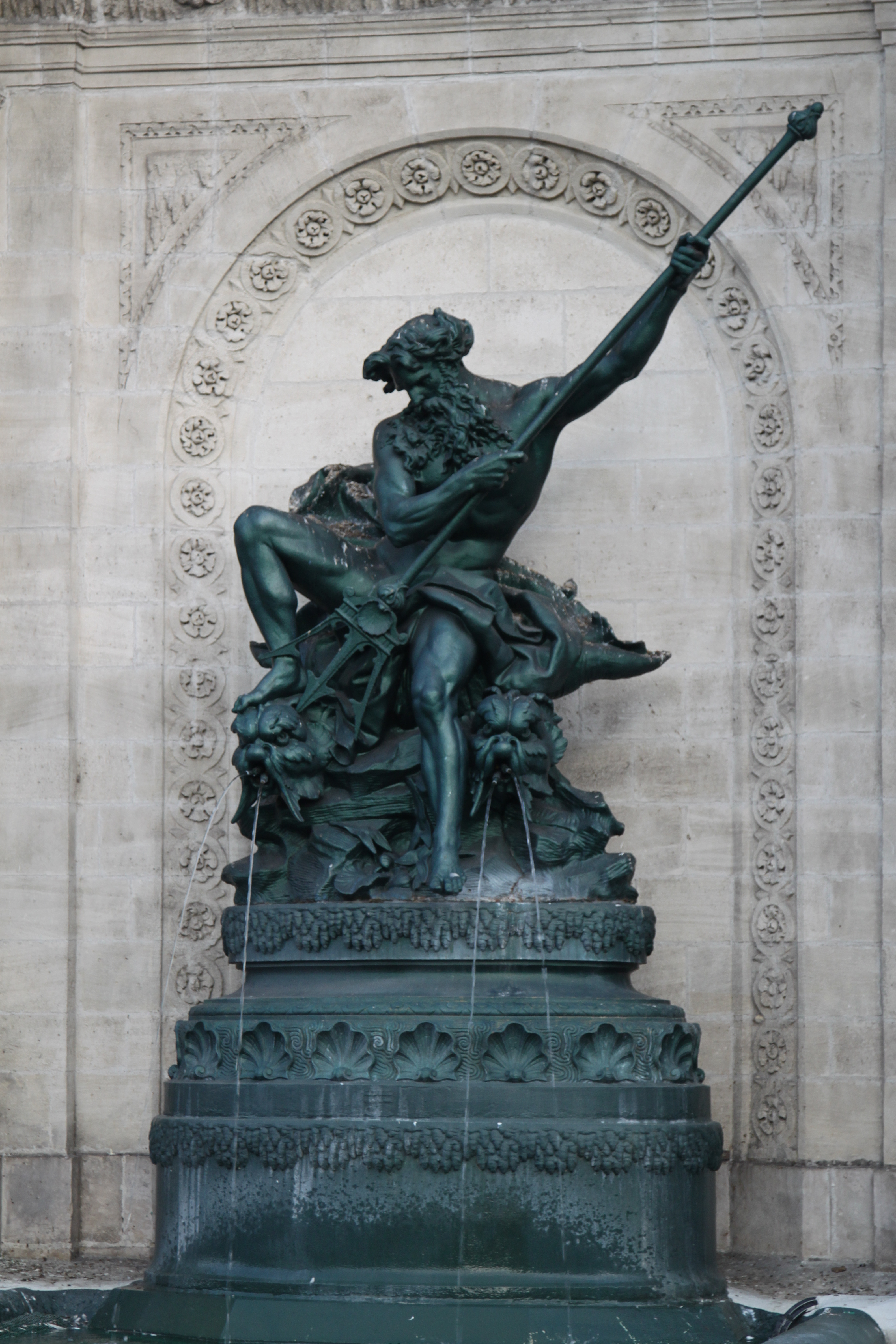
Détail.

La fontaine de Neptune fut appelée « Terrée-de-Cité » car elle fut percée à l'emplacement des anciens remparts de la Cité. Érigée en 1864-1865 place du Pont-de-Cité, elle est l'œuvre de François Constant Auguste Bourgois, né à Arras le 29 brumaire an X (20 novembre 1801).
La sculpture (appelée Fleuve) qui orne la fontaine est signée Vital-Dubray et a été fondue par la fonderie Ducel à Pocé-sur-Cisse,.